# Pentti Linnosvuo
Pentti Tapio Aleksi Linnosvuo (ur. 17 marca 1933 w Vaasa, zm. 13 lipca 2010 w Helsinkach) – fiński strzelec sportowy. Trzykrotny medalista olimpijski.
Specjalizował się w strzelaniu z pistoletu. Brał udział w pięciu igrzyskach olimpijskich (IO 52, IO 56, IO 60, IO 64, IO 68), na trzech zdobywał medale. W 1956 triumfował w pistolecie dowolnym (50 metrów), na kolejnych olimpiadach zdobywał medale w pistolecie szybkostrzelnym: srebro w 1960 i złoto w 1964. Był medalistą mistrzostw świata w 1954. W latach 1951–1967 zdobył szesnaście tytułów mistrza kraju.